# Marco Favônio
Marco Favônio (c 90 a.C. -. 42 a.C.) foi um senador romano e depois pretor, durante o período da queda da República Romana, era amigo de Catão, o Jovem e adepto da filosofia cínica.  Supostamente é o "Poeta" na peça Júlio César de Shakespeare.

## Vida
Favônio nasceu em torno de 90 a.C. em Terracina, uma colônia romana na Via Ápia às margens das colinas de Volscos.
Favônio, com o apoio do Catão, foi escolhido edil em entre 53 e 52 a.C. De acordo com Plutarco:
Favônio estava para ser escolhido edil, e parecia que perderia; mas Catão, que estava lá para ajudá-lo, observou que todos os votos foram escritos de um só lado e assim descobriu a fraude, ele então apelou aos tribunos que pararam a eleição. Favônio depois foi escolhido edil, e Catão, que o ajudou em todas as coisas que pertenciam a seu escritório, também se comprometeu a cuidar dos espetáculos que foram encenados no teatro.